# مضادات فيتامين ك

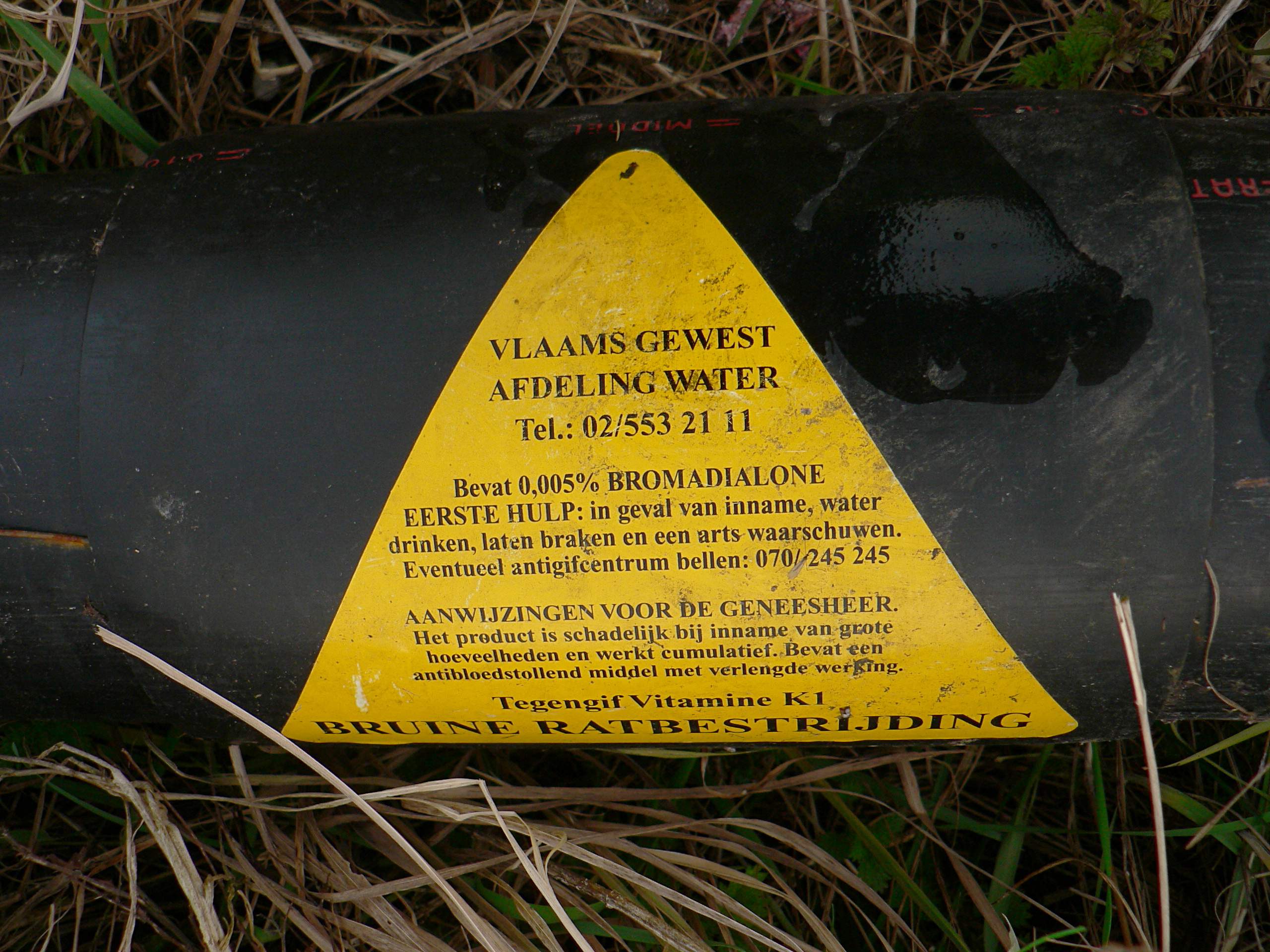
ملصق تحذيري على أنبوب من سم "الفئران البنية" موصول على سد من نهر شيلدت في ستيندورب، بلجيكا. يحتوي الأنبوب على مادة بروماديولون، وهو مضاد للتخثر من الجيل الثاني (superwarfarin). الملصق في الولايات الهولندية، جزئيًا: يحتوي على مضاد تخثر مع نشاط طويل الأمد. ترياق فيتامين ك 1.

مضادات فيتامين ك (بالإنجليزية: Vitamin K antagonist) هي مجموعة من المواد التي تقلل من تخثر الدم عن طريق الحد من عمل فيتامين ك. تٌستخدم مضادات فيتامين ك كأدوية مضادة للتخثر للوقاية من تجلط الدم، وفي مكافحة الآفات، وكمبيدات للقوارض.
اكتُشفت مضادات فيتامين ك بالصدفة في عشرينيات القرن الماضي، وذلك على إثر دراسة وباء نزيف لوحظ على قطعان الماشية التي تناولت علف الحندقوق الفاسد. وهكذا استُخدِمت في الأصل في تركيب "سم الفئران"، مسببة نزيفًا معويًا عامًا يؤدي إلى موت الحيوان.

## آلية العمل
تستنفد هذه الأدوية الشكل النشط للفيتامين عن طريق تثبيط إنزيم فيتامين ك إيبوكسيد المختزل وبالتالي تمنع إعادة تدوير إيبوكسيد فيتامين ك غير النشط إلى الشكل المختزل لفيتامين ك. تشبه هذه الأدوية في تركيبها فيتامين ك وتعمل كمثبطات تنافسية للإنزيم. يُعد مصطلح "مضاد فيتامين ك" تسمية خاطئة، إذ لا تعارض الأدوية عمل فيتامين ك مباشرة بالمعنى الصيدلاني، بل تُعيق إعادة تدويره.
يُعد فيتامين ك ضروريًا للإنتاج السليم لبعض البروتينات المشاركة في عملية تخثر الدم. على سبيل المثال، هو مطلوب لكَرْبَلة بقايا حمض الجلوتاميك المحددة على البروثرومبين. وبدون كَرْبلة هذه البقايا، لن يتخذ البروتين الشكل المناسب للثرومبين، اللازم لإنتاج مونومرات الفيبرين التي تُبَلْوَر لتكوين الجلطات.

يمكن عكس مفعول هذه الفئة من مضادات التخثر بإعطاء فيتامين ك طوال مدة بقاء مضاد التخثر في الجسم، والجرعة اليومية اللازمة للعكس هي ذاتها لجميع الأدوية في هذه الفئة. ومع ذلك، في حالة سوبروارفارين الجيل الثاني المخصصة لقتل القوارض المقاومة للوارفارين، قد يحتاج وقت إعطاء فيتامين ك إلى التمديد لعدة أشهر، لمواجهة المدة الطويلة لبقاء السم.

يُستخدم فيتامين ك لإنتاج عوامل التخثر. تتداخل مضادات فيتامين ك مع عملية إعادة تدوير فيتامين ك إيبوكسيد إلى فيتامين ك (من الخطوة 4 إلى 1).

## الكومارين (4-هيدروكسي كومارين)
تُعد الكومارين (وبشكل أكثر دقة 4-هيدروكسي كومارين) مضادات فيتامين ك الأكثر استخدامًا.

في الطب، يُعد الوارفارين هو مضاد فيتامين ك الأكثر شيوعًا. استُخدم الوارفارين في البداية كمبيد للقوارض، لكنه انتقل لاحقًا للاستخدام الصيدلاني. في نهاية المطاف، طورت بعض القوارض مقاومة له. تُسمى مضادات فيتامين ك "الجيل الثاني" المخصصة للاستخدام كمبيدات للقوارض أحيانًا بـ "سوبروارفارين". تُعزز هذه المضادات لقتل القوارض المقاومة للوارفارين. يتخذ التعزيز في الجزيء شكل مجموعة دهنية أكبر لتعزيز قابلية السم للذوبان في الدهون وزيادة كبيرة في مدة فعاليته داخل جسم الحيوان. ومع ذلك، وكما وُصِف سابقًا، لا تُثبط السوبروارفارين فيتامين ك ويمكن تثبيط تأثيرها بسهولة بواسطة فيتامين ك. ومع ذلك، قد يحتاج إعطاء فيتامين ك عن طريق الفم إلى الاستمرار لفترات قد تتجاوز الشهر (وُصِفت حالات تتطلب ما يصل إلى تسعة أشهر من مكملات فيتامين ك)، وذلك لمواجهة تأثير مضادات فيتامين ك من الجيل الثاني التي لها فترات بقاء طويلة جدًا في دهون الحيوانات والبشر.

الوارفارين (الكومادين)
كوماتيراليل
فينبروكومون
أسينوكومارول
ديكومارول
تيوكلومارول
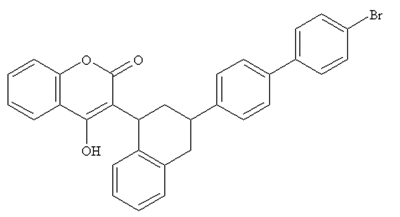
بروديفاكوم

## الإندانديونات
الإندانديونات هي مجموعة أخرى من مضادات فيتامين ك. تُستخدم مشتقات 1,3-إندانديون، مثل البيندون والكلوروفاسينون والديفاسينون، كمبيدات للقوارض. وتصنف هذه المركبات كمضادات تخثر من "الجيل الأول"، ولها تأثيرات مماثلة للوارفارين. وقد حلّت محلها إلى حد كبير مضادات التخثر من "الجيل الثاني"؛ وذلك لانتشار القوارض المقاومة للوارفارين.

وتُعد الأنيسنديون والفلوإنديون والفينينديون أدوية مضادة للتخثر تُؤخذ عن طريق الفم، ولها مفعول مشابه للوارفارين. ومع ذلك، فإن مركبات الإندانديونات غالبًا ما تكون أكثر سمية من الوارفارين، إذ تتسبب في تفاعلات فرط حساسية تؤثر على عدة أعضاء، وقد تُفضي في بعض الأحيان إلى الوفاة. لذلك، يندر استخدامها في الوقت الحالي.

بيندوني
كلوروفاسينون
ديفاسينون
أنيسينديون
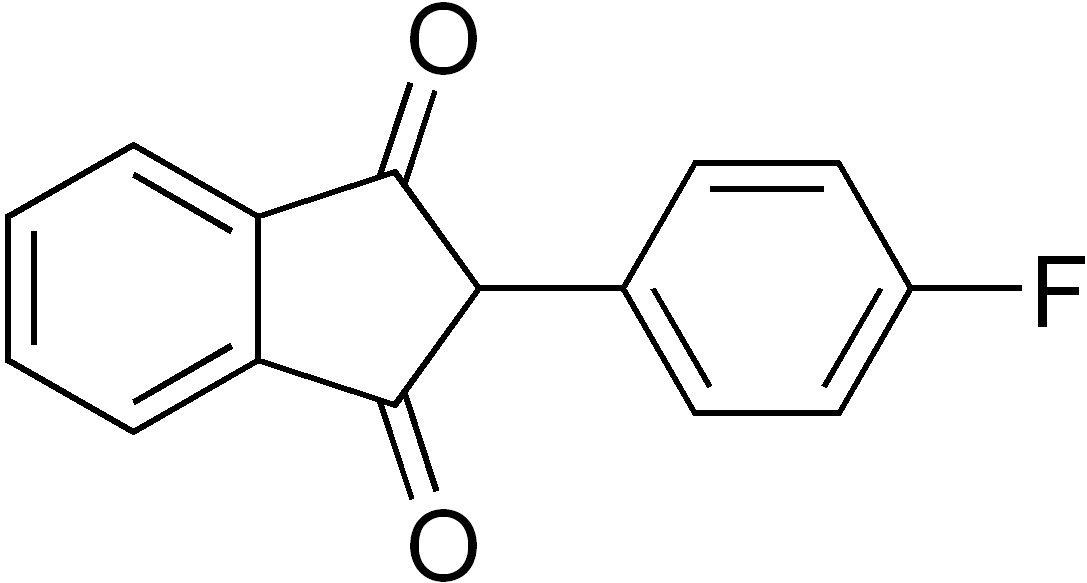
فلوينديون
فينينديوني

## الاستخدامات الطبية
هذه الأدوية تعطى عن طريق الفم، ولذلك فهي أكثر ملاءمة في الاستخدام من الهيبارين الذي يعطى بالحقن، بغض النظر عن شكله.
توصف مضادات فيتامين ك في الحالات التي يكون فيها خطر الجلطة الدموية كبيرًا، مثل: انسداد الشرايين التاجية (احتشاء عضلة القلب أو الذبحة الصدرية)، وتضيق الشريان السباتي، والتهاب الوريد الخثاري، والرجفان الأذيني، وصمامات القلب الاصطناعية، وما إلى ذلك. يمكن إعطاؤها إما للوقاية، أو للعلاج بعد تكون الجلطة، لتجنب امتدادها، كما يحدث في الانسداد الرئوي.
تُستخدم مضادات فيتامين ك تحت مراقبة منتظمة لزمن البروثرومبين، أو غالبًا مؤشر INR (المعيار الدولي الموحد) في الوقت الحاضر، وهذا يتطلب سحب عينات دم بانتظام لإجراء هذه التحاليل. يجب أن يُحافظ على مؤشر INR، الذي يكون 1 لدى الشخص السليم، بين 2 و4 في معظم الحالات، ويتغير حسب الحالة المعالجة (بين 2 و3 للوقاية من الأمراض الجلطية الوريدية والرجفان الأذيني، وبين 2.5 و3.5 لمرضى بعض الصمامات الاصطناعية ومرضى القلب، وبين 3 و4.5 في حالة صمامات القلب الميكانيكية (غير البيولوجية)). إن تعديل جرعة مضاد فيتامين ك له تأثير متأخر على مؤشر INR، وذلك بسبب عمر النصف الطويل جدًا الذي يعود إلى ارتباطه ببروتينات البلازما. وهذا يعقد إلى حد ما استقرار مؤشر INR. يتيح استخدام الأجهزة الإلكترونية المصغرة التي تمكن من القياس شبه الفوري لمؤشر INR من قطرة دم، تحكمًا أسهل في جرعات مضادات فيتامين ك. ظهرت هذه الأجهزة منذ التسعينيات، وقد حسّنت بشكل كبير من فعالية هذه الأدوية بتقليل عدد الأحداث الجلطية الانصمامية.

## المخاطر

### مخاطر النزيف
تزيد مضادات فيتامين ك من خطر حدوث النزيف، مثل: الورم الدموي، والنزيف المتنوع (من الأنف واللثة، إلخ)، والنزيف الدماغي، وغير ذلك، خاصة في حالات الجرعة الزائدة التي يُشير إليها مؤشر INR الذي يتجاوز 5. هذه التأثيرات قابلة للعكس ببطء، حيث يظل مؤشر INR مرتفعًا لعدة أيام بعد إيقافها، مما يجعل مضادات التخثر القابلة للحقن مفضلة في حالات الخطر النزفي الشديد (مثل العمليات الجراحية). في حالات الطوارئ، يمكن وصف فيتامين ك، أو حتى نقل عوامل التخثر في شكل بلازما مجزأة.
توجد العديد من التفاعلات الغذائية والدوائية التي تؤدي إما إلى تقليل فعاليتها أو زيادة خطر النزيف. يفسر هذا ضرورة المراقبة المنتظمة لمؤشر INR. على سبيل المثال، الأطعمة الغنية بفيتامين ك (الخضروات الورقية الخضراء، وبعض الزيوت، والكبد، إلخ) تقلل من فعاليتها.
تُستقلب مضادات فيتامين ك بواسطة إنزيم السيتوكروم بي450 من النوع CYP2C9 إلى مستقلبات غير نشطة. وبالتالي، فإن أي شيء يغير وظيفة هذا السيتوكروم يمكن أن يغير مؤشر INR. ويُعزى ذلك أساسًا إلى التناول المشترك لأدوية تمر عبر نفس السيتوكروم (مثل مضادات الالتهاب غير الستيرويدية، ومضادات السكري الفموية، والفينيتوين (مضاد الاختلاج)، ومضادات مستقبلات الأنجيوتينسن II).

### تكلّس التصلب الشرياني
يرتبط استخدامها بتسريع تكلّس التصلب الشرياني، بالإضافة إلى إضعافه.

### مخاطر أخرى
يمكن لمضادات فيتامين ك أن تسبب عيوب خلقية (مسرطنة). ويشارك فيتامين ك أيضًا في استقلاب العظام، مما يسهل دمج الأوستيوكالسين في العظم. وبالتالي، يوجد خطر إضعاف العظام، مما يؤدي إلى زيادة خطر الكسور، وخاصة الفقرات والأضلاع.